# Квіти для Елджернона (фільм)
«Квіти для Елджернона» (фр. Des fleurs pour Algernon) — французький та швейцарський науково-фантастичний телефільм режисера Давіда Дельріє, що побачив світ у 2006 році. Базується на творі Денієла Кіза «Квіти для Елджернона».

## Сюжет
35-річний Шарль (Жюльєн Буассельє) — розумово відсталий прибиральник однієї зі шкіл Женеви. Одного разу його опікун приводить його до науково-дослідницького інституту, де під керівництвом професора Немюра (Фредерік ван ден Дріше) вдалося досягти значних успіхів у експериментах по підвищенню рівня інтелекта: миша Елджернон стала настільки розумною, що з першої спроби проходить лабіринт у пошуках шматочка сира. 
Шарль та його опікун погоджуються взяти участь в експерименті і вже через кілька тижнів відбувається помітне покращення стану піддослідного. Його коефіцієнт інтелекту починає зростати на очах. Але виявляється, що не все так оптимістично, як вважали на початку дослідження...

## У ролях
| Актор                  | Роль                     |
| ---------------------- | ------------------------ |
| Жульєн Буассельє       | Шарль                    |
| Елен де Фужроль        | Аліса                    |
| Маріанн Баслер         | Соня Бружер              |
| Фредерік ван ден Дріше | профессор Жан-Пьер Немюр |
| Олів'є Перр'є          | Перно                    |
| Франсуа Флоран         | Іван                     |
| Веронік Маттана        | мадам Коліне             |
| Жан-П'єр Ґос           | Карім                    |
| Каролін Ґассер         | мати Шарля               |
| П'єр Арбель            | батько Аліси             |
| Антуанетта Мартен      | мати Аліси               |

## Нагороди та номінації
- 2007 — приз «Золота німфа» Телевізійного фестивалю в Монте-Карло за найкращий фільм
- 2007 — приз «Золота німфа» Телевізійного фестивалю в Монте-Карло за найкращого актора (Жульєн Буассельє)